# Anna Herslow
Anna Teodora Herslow, född 9 maj 1868 i Malmö Sankt Petri församling, Malmöhus län, död 27 april 1963 i Malmö Sankt Petri församling, Malmöhus län, var en svensk kommunalpolitiker. Hon var dotter till Carl Herslow.

## Biografi
Herslow var ledamot av Malmö stadsfullmäktige 1913–1930 (invald som tredje kvinna), styrelseledamot i Svenska Röda Korsets Malmöhusdistrikt 1916–1945, i Malmö blindförening, i Malmö arbetsstuga och ordförande i Malmö stads skolhem 1927–1942. Hon var innehavare av medaljen Illis quorum.
Anna Herslow är begravd på Östra kyrkogården i Malmö.